# Associazione Calcio Hellas Verona 1984-1985
Questa voce raccoglie le informazioni riguardanti l'Associazione Calcio Hellas Verona nelle competizioni ufficiali della stagione 1984-1985.

## Stagione
(Domenico Volpati)

L'allenatore Bagnoli viene portato in trionfo dalla squadra per la vittoria dello Scudetto.

L'estate 1984 segnò in casa gialloblu gli acquisti di stranieri emersi durante il recente Europeo, il tedesco Briegel e il danese Elkjær Larsen. Pur disponendo di un organico numericamente ristretto, il tecnico Bagnoli registrò un felice inserimento dei nuovi innesti nella formazione-base. A difesa dei pali agiva Garella, con la retroguardia imperniata sui laterali Ferroni e Marangon: leader del pacchetto arretrato era il libero Tricella, con Fontolan schierato da centrale. Di Gennaro costituiva il punto di riferimento a centrocampo, con Volpati e Briegel – di cui Bruni rappresentava il primo cambio – a completare la mediana; in avanti l'ala Fanna appoggiava le punte Elkjær Larsen e Galderisi, risultati a fine stagione i migliori realizzatori della squadra.
Pur a fronte delle insidie proposte in avvio dal calendario, gli scaligeri – a punteggio pieno nel mese di settembre – uscirono indenni dalle trasferte con Inter e Roma imponendosi invece a domicilio contro Juventus e Fiorentina: a siglare il definitivo raddoppio sui bianconeri fu l'attaccante danese, con la rete rimasta celebre per via dello scarpino perso dal giocatore durante l'azione che portò al gol. Espugnato il campo di un Torino capace di contendere a sorpresa il primato agli uomini di Bagnoli, un lieve rallentamento non precluse l'inedita conquista del titolo invernale: il giro di boa fu concluso dalla sconfitta di misura con l'Avellino. Sul principio della tornata conclusiva i milanesi operarono un effimero aggancio, coi veneti nuovamente da soli in testa nel mese di febbraio.
Giunta ad accumulare in primavera un vantaggio di 4 lunghezze sulla compagine di Castagner, la formazione conobbe l'unico altro passo a vuoto del proprio torneo inciampando in casa per mano dei granata: mentre al gruppo delle inseguitrici si aggiunsero Sampdoria e Juventus, a porre un'ipoteca sul titolo fu la vittoria contro la Lazio che certificò l'aritmetica retrocessione di quest'ultima. Il primo titolo di massima serie della storia scaligera recò quindi la data del 12 maggio 1985, dopo un pari sul terreno dell'Atalanta che assicurò la vittoria del campionato con 90' di anticipo: impostosi a danno degli irpini nel turno finale, il Verona terminò la stagione con 43 punti sopravanzando un Torino che fece sua la seconda posizione a −4 dai gialloblu.
In Coppa Italia la squadra – dopo un'agevole qualificazione nella fase a gruppi – eliminò il Genoa negli ottavi di finale, per poi arrendersi all'Inter nel turno successivo.

## Divise e sponsor
Vengono confermati sponsor tecnico (Adidas) e ufficiale (Canon) introdotti nel 1982: la maglia mantiene il logo della squadra, introdotto al termine della stagione precedente. Per i portieri vi sono una divisa rossa o grigia con quattro strisce blu scuro all'altezza del collo a polo, tinta tenuta sulle maniche lunghe e i pantaloni, unici ad avere le tre righe in bianco.
| Casa | Trasferta | 1ª portiere | 2ª portiere |

## Organigramma societario
Area direttiva
- Presidente: Celestino Guidotti
- General manager: Emiliano Mascetti
- Segretario: Enzo Bertolini

Area tecnica
- Allenatore: Osvaldo Bagnoli
- Allenatore in seconda: Antonio Lonardi

## Rosa
| N. |                           | Ruolo | Calciatore                  |
| -- | ------------------------- | ----- | --------------------------- |
|    | Italia (bandiera)         | P     | Claudio Garella             |
|    | Italia (bandiera)         | P     | Sergio Spuri                |
|    | Italia (bandiera)         | D     | Mauro Ferroni (I)           |
|    | Italia (bandiera)         | D     | Silvano Fontolan (I)        |
|    | Italia (bandiera)         | D     | Fabio Marangon (II)         |
|    | Italia (bandiera)         | D     | Luciano Marangon (I)        |
|    | Italia (bandiera)         | D     | Roberto Tricella (capitano) |
|    | Germania Ovest (bandiera) | C     | Hans-Peter Briegel          |
|    | Italia (bandiera)         | C     | Luciano Bruni               |

| N. |                      | Ruolo | Calciatore           |
| -- | -------------------- | ----- | -------------------- |
|    | Italia (bandiera)    | C     | Antonio Di Gennaro   |
|    | Italia (bandiera)    | C     | Dario Donà           |
|    | Italia (bandiera)    | C     | Pietro Fanna         |
|    | Italia (bandiera)    | C     | Luigi Sacchetti      |
|    | Italia (bandiera)    | C     | Antonio Terracciano  |
|    | Italia (bandiera)    | C     | Franco Turchetta     |
|    | Italia (bandiera)    | C     | Domenico Volpati     |
|    | Danimarca (bandiera) | A     | Preben Elkjær Larsen |
|    | Italia (bandiera)    | A     | Giuseppe Galderisi   |

## Calciomercato
| Acquisti | Acquisti             | Acquisti       | Acquisti     |
| R.       | Nome                 | da             | Modalità     |
| -------- | -------------------- | -------------- | ------------ |
| D        | Hans-Peter Briegel   | Kaiserslautern | definitivo   |
| D        | Fabio Marangon       | Alessandria    | definitivo   |
| C        | Dario Donà           | Bologna        | comproprietà |
| A        | Preben Elkjær Larsen | Lokeren        | definitivo   |
| A        | Franco Turchetta     | Varese         | definitivo   |

| Cessioni | Cessioni           | Cessioni    | Cessioni   |
| R.       | Nome               | da          | Modalità   |
| -------- | ------------------ | ----------- | ---------- |
| D        | Władysław Żmuda    | Cremonese   | definitivo |
| D        | Mario Guidetti     | Ancona      | definitivo |
| D        | Massimo Storgato   | Lazio       | prestito   |
| C        | Francesco Guidolin | Venezia     | definitivo |
| A        | Joe Jordan         | Southampton | definitivo |
| A        | Maurizio Iorio     | Roma        | definitivo |

## Risultati

### Serie A

#### Girone di andata
| Arbitro: | Mattei (Macerata) |

|                                          |           |                |
| Briegel 26’ Galderisi 33’ Di Gennaro 75’ | Marcatori | 58’ D. Bertoni |

| Arbitro: | Magni (Bergamo) |

|               |           |                                              |
| Hernández 75’ | Marcatori | 53’ Di Gennaro 60’ Briegel 70’ Elkjær Larsen |

| Arbitro: | Agnolin (Bassano del Grappa) |

|                      |           |  |
| Galderisi 33’ (rig.) | Marcatori |  |

| Milano 7 ottobre 1984 4ª giornata | Inter         | 0 – 0 | Verona | Stadio Giuseppe Meazza (63.205 spett.)\| Arbitro: \| Longhi (Roma) \| |
| Arbitro:                          | Longhi (Roma) |       |        |                                                                       |

| Arbitro: | Bergamo (Livorno) |

|                                 |           |  |
| Galderisi 62’ Elkjær Larsen 81’ | Marcatori |  |

| Roma 21 ottobre 1984 6ª giornata | Roma              | 0 – 0 | Verona | Stadio Olimpico (60.909 spett.)\| Arbitro: \| Mattei (Macerata) \| |
| Arbitro:                         | Mattei (Macerata) |       |        |                                                                    |

| Arbitro: | Ciulli (Roma) |

|                              |           |           |
| Moz 25’ (aut.) Galderisi 40’ | Marcatori | 58’ Pecci |

| Arbitro: | Redini (Pisa) |

|  |           |                                  |
|  | Marcatori | 74’ (rig.) Galderisi 84’ Briegel |

| Verona 18 novembre 1984 9ª giornata | Verona           | 0 – 0 | Sampdoria | Stadio Marcantonio Bentegodi (36.681 spett.)\| Arbitro: \| D'Elia (Salerno) \| |
| Arbitro:                            | D'Elia (Salerno) |       |           |                                                                                |

| Arbitro: | Bergamo (Livorno) |

|             |           |                             |
| Dossena 24’ | Marcatori | 20’ Briegel 60’ L. Marangon |

| Verona 2 dicembre 1984 11ª giornata | Verona            | 0 – 0 | Milan | Stadio Marcantonio Bentegodi (41.870 spett.)\| Arbitro: \| Mattei (Macerata) \| |
| Arbitro:                            | Mattei (Macerata) |       |       |                                                                                 |

| Arbitro: | Pieri (Genova) |

|  |           |                     |
|  | Marcatori | 60’ (aut.) Podavini |

| Como 23 dicembre 1984 13ª giornata | Como                  | 0 – 0 | Verona | Stadio Giuseppe Sinigaglia (18.612 spett.)\| Arbitro: \| Ballerini (La Spezia) \| |
| Arbitro:                           | Ballerini (La Spezia) |       |        |                                                                                   |

| Arbitro: | Paparesta (Bari) |

|           |           |             |
| Bruni 35’ | Marcatori | 85’ Pacione |

| Arbitro: | Redini (Pisa) |

|                                |           |                 |
| Volpati 32’ (aut.) Colombo 84’ | Marcatori | 38’ L. Marangon |

#### Girone di ritorno
| Napoli 20 gennaio 1985 16ª giornata | Napoli            | 0 – 0 | Verona | Stadio San Paolo (81.798 spett.)\| Arbitro: \| Pairetto (Torino) \| |
| Arbitro:                            | Pairetto (Torino) |       |        |                                                                     |

| Arbitro: | D'Elia (Salerno) |

|                             |           |  |
| Galderisi 29’ Sacchetti 33’ | Marcatori |  |

| Arbitro: | Casarin (Milano) |

|                                          |           |                                                      |
| Edinho 45’ A. Carnevale 53’ M. Mauro 59’ | Marcatori | 3’, 63’ Briegel 10’ Galderisi 20’, 61’ Elkjær Larsen |

| Arbitro: | Agnolin (Bassano del Grappa) |

|             |           |               |
| Briegel 48’ | Marcatori | 39’ Altobelli |

| Arbitro: | Bergamo (Livorno) |

|                 |           |                |
| M. Briaschi 74’ | Marcatori | 76’ Di Gennaro |

| Arbitro: | Casarin (Milano) |

|                   |           |  |
| Elkjær Larsen 75’ | Marcatori |  |

| Arbitro: | Lo Bello (Siracusa) |

|             |           |                                           |
| Monelli 11’ | Marcatori | 57’ S. Fontolan 70’ (rig.), 83’ Galderisi |

| Arbitro: | Paparesta (Bari) |

|                                              |           |  |
| Di Gennaro 49’ Elkjær Larsen 61’ Briegel 90’ | Marcatori |  |

| Arbitro: | Casarin (Milano) |

|            |           |              |
| Renica 11’ | Marcatori | 6’ Galderisi |

| Arbitro: | Lombardo (Marsala) |

|             |           |                          |
| Briegel 77’ | Marcatori | 53’ Serena 65’ Schachner |

| Milano 21 aprile 1985 26ª giornata | Milan         | 0 – 0 | Verona | Stadio Giuseppe Meazza (66.829 spett.)\| Arbitro: \| Longhi (Roma) \| |
| Arbitro:                           | Longhi (Roma) |       |        |                                                                       |

| Arbitro: | Casarin (Milano) |

|           |           |  |
| Fanna 78’ | Marcatori |  |

| Verona 5 maggio 1985 28ª giornata | Verona                     | 0 – 0 | Como | Stadio Marcantonio Bentegodi (36.933 spett.)\| Arbitro: \| Esposito (Torre del Greco) \| |
| Arbitro:                          | Esposito (Torre del Greco) |       |      |                                                                                          |

| Arbitro: | Boschi (Parma) |

|            |           |                   |
| Perico 16’ | Marcatori | 51’ Elkjær Larsen |

| Arbitro: | Testa (Prato) |

|                                                                   |           |                      |
| Fanna 9’ Garuti 40’ (aut.) Galderisi 61’ (rig.) Elkjær Larsen 90’ | Marcatori | 42’ Faccini 46’ Díaz |

### Coppa Italia

#### Quinto girone
| Arbitro: | Testa (Prato) |

|                                                  |           |                       |
| Elkjær Larsen 7’, 13’, 35’ Di Gennaro 10’ (rig.) | Marcatori | 36’ Lunerti 74’ Orati |

| Campobasso 26 agosto 1984 2ª giornata | Campobasso            | 0 – 0 | Verona | Stadio Giovanni Romagnoli\| Arbitro: \| Ballerini (La Spezia) \| |
| Arbitro:                              | Ballerini (La Spezia) |       |        |                                                                  |

| Arbitro: | Leni (Perugia) |

|                                                            |           |  |
| Briegel 16’, 19’ Di Gennaro 42’ Secchi 45’ (aut.) Donà 72’ | Marcatori |  |

| Arbitro: | Bianciardi (Siena) |

|                        |           |                                           |
| Ermini 29’ Luvanor 87’ | Marcatori | 28’ Galderisi 41’ Di Gennaro 77’ Tricella |

| Arbitro: | Ciulli (Roma) |

|           |           |  |
| Bruni 34’ | Marcatori |  |

#### Fase finale
| Arbitro: | Bianciardi (Siena) |

|  |           |                   |
|  | Marcatori | 46’ Elkjær Larsen |

| Arbitro: | Pirandola (Lecce) |

|                     |           |              |
| Di Gennaro 70’, 76’ | Marcatori | 79’ Policano |

| Arbitro: | Agnolin (Bassano del Grappa) |

|                                              |           |  |
| Sacchetti 32’ Galderisi 71’ (rig.) Bruni 87’ | Marcatori |  |

| Arbitro: | Mattei (Macerata) |

|                                                         |           |                    |
| Rummenigge 18’, 25’ Altobelli 50’ Causio 96’ Brady 117’ | Marcatori | 107’ Elkjær Larsen |

## Statistiche

### Statistiche di squadra
| Competizione | Punti | In casa | In casa | In casa | In casa | In casa | In casa | In trasferta | In trasferta | In trasferta | In trasferta | In trasferta | In trasferta | Totale | Totale | Totale | Totale | Totale | Totale | D.R. |
| Competizione | Punti | G       | V       | N       | P       | Gf      | Gs      | G            | V            | N            | P            | Gf           | Gs           | G      | V      | N      | P      | Gf     | Gs     | D.R. |
| ------------ | ----- | ------- | ------- | ------- | ------- | ------- | ------- | ------------ | ------------ | ------------ | ------------ | ------------ | ------------ | ------ | ------ | ------ | ------ | ------ | ------ | ---- |
| Serie A      | 43    | 15      | 9       | 5       | 1       | 22      | 8       | 15           | 6            | 8            | 1            | 20           | 11           | 30     | 15     | 13     | 2      | 42     | 19     | 23   |
| Coppa Italia | -     | 5       | 5       | 0       | 0       | 15      | 3       | 4            | 2            | 1            | 1            | 6            | 8            | 9      | 7      | 1      | 1      | 21     | 11     | 10   |
| Totale       | -     | 20      | 14      | 5       | 1       | 37      | 11      | 19           | 8            | 9            | 2            | 26           | 19           | 39     | 22     | 14     | 3      | 63     | 30     | 33   |

### Statistiche dei giocatori[22]
| Giocatore        | Serie A  | Serie A | Serie A     | Serie A    | Coppa Italia | Coppa Italia | Coppa Italia | Coppa Italia | Totale   | Totale | Totale      | Totale     |
| Giocatore        | Presenze | Reti    | Ammonizioni | Espulsioni | Presenze     | Reti         | Ammonizioni  | Espulsioni   | Presenze | Reti   | Ammonizioni | Espulsioni |
| ---------------- | -------- | ------- | ----------- | ---------- | ------------ | ------------ | ------------ | ------------ | -------- | ------ | ----------- | ---------- |
| P. Briegel       | 27       | 9       | 1           | 0          | 9            | 2            | ?            | ?            | 36       | 11     | 1+          | 0+         |
| L. Bruni         | 27       | 1       | 2           | 0          | 8            | 2            | ?            | ?            | 35       | 3      | 2+          | 0+         |
| A. Di Gennaro    | 29       | 4       | 3           | 0          | 9            | 5            | ?            | ?            | 38       | 9      | 3+          | 0+         |
| D. Donà          | 12       | 0       | 0           | 0          | 6            | 1            | ?            | ?            | 18       | 1      | 0+          | 0+         |
| P. Elkjær Larsen | 23       | 8       | 2           | 0          | 9            | 5            | ?            | ?            | 32       | 13     | 2+          | 0+         |
| P. Fanna         | 29       | 2       | 4           | 0          | 7            | 0            | ?            | ?            | 36       | 2      | 4+          | 0+         |
| M. Ferroni (I)   | 20       | 0       | 1           | 0          | 8            | 0            | ?            | ?            | 28       | 0      | 1+          | 0+         |
| S. Fontolan (I)  | 28       | 1       | 5           | 0          | 5            | 0            | ?            | ?            | 33       | 1      | 5+          | 0+         |
| G. Galderisi     | 29       | 11      | 4           | 1          | 7            | 2            | ?            | ?            | 36       | 13     | 4+          | 1+         |
| C. Garella       | 30       | -19     | 2           | 0          | 5            | -3           | ?            | ?            | 35       | -22    | 2+          | 0+         |
| F. Marangon (II) | 3        | 0       | 0           | 0          | 7            | 0            | ?            | ?            | 10       | 0      | 0+          | 0+         |
| L. Marangon (I)  | 29       | 2       | 3           | 0          | 7            | 0            | ?            | ?            | 36       | 2      | 3+          | 0+         |
| L. Sacchetti     | 15       | 1       | 2           | 0          | 3            | 1            | ?            | ?            | 18       | 2      | 2+          | 0+         |
| S. Spuri         | 1        | 0       | 0           | 0          | 5            | -7           | ?            | ?            | 6        | -7     | 0+          | 0+         |
| A. Terracciano   | -        | -       | -           | -          | 1            | 0            | ?            | ?            | 1        | 0      | 0+          | 0+         |
| R. Tricella      | 30       | 0       | 4           | 0          | 7            | 1            | ?            | ?            | 37       | 1      | 4+          | 0+         |
| F. Turchetta     | 16       | 0       | 2           | 0          | 7            | 0            | ?            | ?            | 23       | 0      | 2+          | 0+         |
| D. Volpati       | 30       | 0       | 3           | 0          | 8            | 0            | ?            | ?            | 38       | 0      | 3+          | 0+         |